# スリラー (曲)
「スリラー」（原題：Thriller）は、1983年にマイケル・ジャクソンが発表した楽曲および同曲を収録したシングル。アメリカのビルボードチャートでは、1984年3月3日に週間4位を記録。1984年の年間ランキングは78位。

## 解説
1982年のアルバム『スリラー』からの第7弾シングル。この楽曲のヒットにより、この楽曲を収録したアルバムは全世界歴代1位のセールスを獲得した。しかし、アルバムがあまりにも売れすぎたこともあり日本のオリコン洋楽シングルチャートでの1位は逃した。
ミュージック・ビデオ（以下MV）に使われる予算は当時5万$（当時のレートで1150 - 1200万円）程度だったのに対し、この楽曲のショートフィルムは10倍の50万$（同 1億1500万 - 1億2000万円）をかけて作られた。
2010年代からは、ハロウィンソングとして再注目され、Billboard Hot 100において、2013年に初めて再登場して以降、ハロウィーンの時期になるとチャートに再登場している。
また、YouTubeにおける公式ミュージック・ビデオの再生回数は、2024年に10億回再生を達成した。マイケルの曲としては、「ビリージーン」、「They don't care about us」、「ビート・イット」に次いで4曲目である。
日本では竹中直人が「レスラー」なる本作のパロディソングを発表している。

## ショートフィルム
MVは13分34秒にも及ぶホラー映画風のショートフィルムであり、マイケル本人がスターリング、特殊メイクによるマイケルの狼男やゾンビが話題となった。彼の演技、ダンスがともに高く評価された。なお、監督のジョン・ランディスと特殊メイク担当のリック・ベイカーは、1981年のヒット映画『狼男アメリカン』でのコンビである。また、同映画の音楽を担当したエルマー・バーンスタインの曲もMVに使用されている。

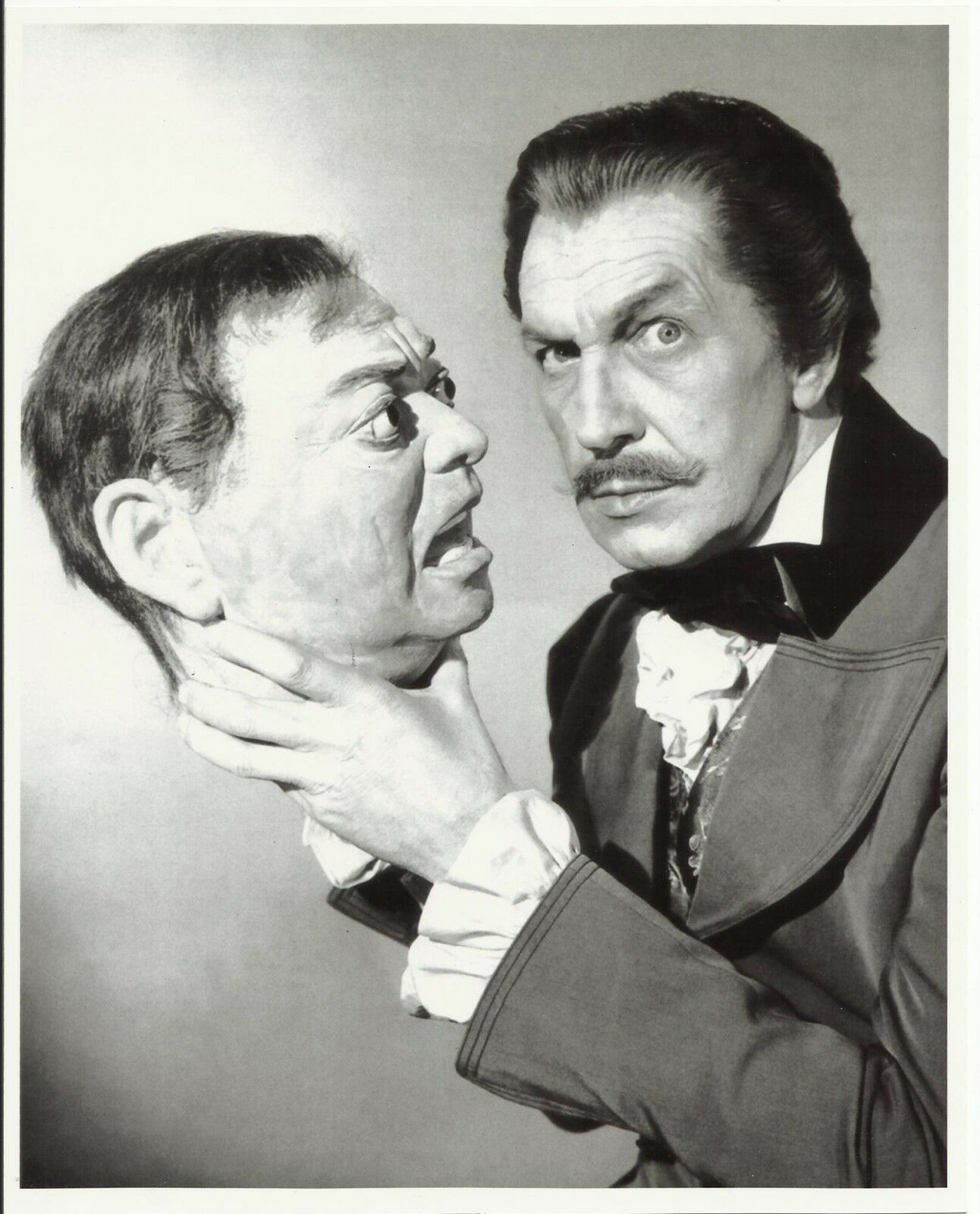
往年のホラー映画俳優であるヴィンセント・プライス

またMV中のナレーションと最後の不気味な笑い声を、往年のホラー映画俳優であるヴィンセント・プライスが務めた（シングルでも楽曲の終盤に流れる）。プライスの起用は親交のあったクインシー・ジョーンズの妻の助言によるもの。プライス自身はこの仕事を快諾し、非常に喜んでいたという。ただ、ヘッドホンを付けての録音方法やスリラーの独特の曲にも驚いていたとされる。しかし、プライスはわずか2回でこの仕事を完璧にこなした。通常、ナレーションの録音は難しいとされており、クインシー・ジョーンズはプライスの仕事ぶりに感心したとされる。
カメラをズームインしながらトラックバックするという、ヒッチコック監督の映画『めまい』で使われた撮影方法を採用し、当時その撮影方法が流行した。
マイケルの相手役を演じたのはオーラ・レイ。このショートフィルムの出演料が支払われていないとしてマイケルを非難したが、1997年にマイケルに謝罪した。しかし、結果未払いの出演料を得るために2009年5月6日に訴えたが、それから2ヶ月も経たない6月25日にマイケルが急死した。
対照的にナレーションを担当したヴィンセント・プライスは、アルバムの売り上げに応じてギャラを受け取る出来高制とその場で2万ドルを受け取る2通りの方法を提示され、2万ドルの方を選択した。プライスは既にキャリアを確立していたので、金銭にはあまり拘らなかったとされるが、後に大ヒットを受け、プライスは「まさかそんなことは分かるはずもなかったよ」と笑っていたという。
このビデオにおいてマイケルが着用していた赤いジャケット（スリラー・ジャケット）は、当時広く模倣され、1980年代半ばに流行した最もホットなアウターウェアとなった。
2009年12月30日には米国国立フィルム保存法にのっとり、ショートフィルムがアメリカ国立フィルム登録簿に登録された。ショートフィルムとしては史上初であり、アメリカ議会図書館でフィルムが永久保存される事になる。

## シングル盤
7インチシングルはジヤジャンで始まるイントロから途中でフェード・アウトする短縮版(4分34秒)。米国7インチ盤はEP盤の様にシングル盤用のアダプターを装着しないで聞ける。(With Rap)と併記された短縮版にラップパートのある(5分12秒)も音源もある。『King of Pop』にシングルバージョンで収録されるが、日本盤を含めた各国の盤には厳密なシングルバージョンではなく、(With Rap)と併記される短縮盤にラップパートのあるバージョンで収録されている。
12インチシングルでは、米国版や英国盤にはアルバムバージョンが収録されている。また英国盤のB面には、Remixed short versionも収録されている。米国版の方の回転数はLP同様33回転である。一方、日本盤にはスペシャル・ミックス・ロング・バージョンで収録、B面には未発表カラオケバージョンが収録されている。

## クレジット
- 作詞・作曲：ロッド・テンパートン
- プロデュース：クインシー・ジョーンズ
- ナレーション（語り）：ヴィンセント・プライス
- シンセサイザー：グレッグ・フィリンゲインズ、ロッド・テンパートン、ブライアン・バンクス
- シンセサイザー・プログラム：アンソニー・マリネーリ
- ギター：デイヴィッド・ウィリアムズ
- トランペット、フリューゲルホーン：ジェリー・ヘイ、ゲイリー・グラント
- サックス、フルート：ラリー・ウィリアムズ
- トロンボーン：ビル・ライヒェンバッハ
- ヴォーカル、リズム、シンセサイザー編曲：ロッド・テンパートン
- ホーン編曲：ジェリー・ヘイ
- エフェクト：ブルース・キャノン、ブルース・スウェディン
- ショートフィルムのサウンドトラック：エルマー・バーンスタイン

## チャート
| チャート (1983–1985年)                                        | 最高位 |
| ------------------------------------------------------------- | ------ |
| オーストラリア (ケント・ミュージック・レポート)               | 4      |
| ベルギー (Ultratop 50 Flanders)                               | 1      |
| カナダ (RPM Top Singles)                                      | 3      |
| フィンランド (スオメン・ヴィラリネン・リスタ)                 | 7      |
| フィンランド ジュークボックス (Suomen virallinen singlelista) | 3      |
| フランス (SNEP)                                               | 1      |
| アイルランド (IRMA)                                           | 4      |
| オランダ (Dutch Top 40)                                       | 3      |
| オランダ (Single Top 100)                                     | 4      |
| ニュージーランド (Recorded Music NZ)                          | 6      |
| ポルトガル (AFP)                                              | 1      |
| 南アフリカ (Springbok)                                        | 26     |
| スペイン (AFYVE)                                              | 1      |
| イギリス (オフィシャル・チャート・カンパニー).                | 10     |
| 全米 キャッシュボックス                                       | 4      |
| 全米 Billboard Hot 100                                        | 4      |
| 全米 Billboard ホット・ブラック・シングルス                   | 3      |
| 全米 Billboard アダルト・コンテンポラリー                     | 24     |
| 全米 Billboard アルバム・ロック・トラックス                   | 42     |
| 全米 Radio & Records CHR/Pop エアプレイ Chart                 | 1      |
| 西ドイツ (GfK Entertainment charts)                           | 9      |

| チャート (2006年)             | 最高位 |
| ----------------------------- | ------ |
| フランス (SNEP)               | 35     |
| ドイツ (Media Control Charts) | 9      |
| アイルランド (IRMA)           | 8      |
| イタリア (FIMI)               | 5      |
| オランダ (Single Top 100)     | 34     |
| スペイン (PROMUSICAE)         | 1      |
| スイス (Schweizer Hitparade)  | 3      |

| チャート (2007年)                  | 最高位 |
| ---------------------------------- | ------ |
| スペイン (PROMUSICAE)              | 20     |
| イギリス (Official Charts Company) | 57     |

| チャート (2008年)                  | 最高位 |
| ---------------------------------- | ------ |
| オーストリア (Ö3 Austria Top 40)   | 55     |
| ノルウェー (VG-lista)              | 13     |
| スイス (Schweizer Hitparade)       | 53     |
| イギリス (Official Charts Company) | 35     |

| チャート (2009年)                                      | 最高位 |
| ------------------------------------------------------ | ------ |
| オーストラリア (ARIA)                                  | 3      |
| オーストリア (Ö3 Austria Top 40)                       | 5      |
| ベルギー (Ultratop 50 Back Catalogue Singles Flanders) | 3      |
| ベルギー (Ultratop 30 Back Catalogue Singles Wallonia) | 2      |
| デンマーク (Tracklisten)                               | 25     |
| ヨーロッパ (European Hot 100 Singles)                  | 16     |
| フィンランド (Suomen virallinen lista)                 | 11     |
| フランス (SNEP)                                        | 3      |
| アイルランド (IRMA)                                    | 8      |
| イタリア (FIMI)                                        | 2      |
| 日本 (オリコン)                                        | 41     |
| オランダ (Single Top 100)                              | 9      |
| ニュージーランド (RIANZ)                               | 12     |
| ノルウェー (VG-lista)                                  | 7      |
| スペイン (PROMUSICAE)                                  | 1      |
| スウェーデン (Sverigetopplistan)                       | 10     |
| スイス (Schweizer Hitparade)                           | 3      |
| イギリス (Official Charts Company)                     | 12     |
| US Digital Songs (Billboard)                           | 2      |

| チャート (2010年)                  | 最高位 |
| ---------------------------------- | ------ |
| スペイン (PROMUSICAE)              | 12     |
| スイス (Schweizer Hitparade)       | 68     |
| イギリス (Official Charts Company) | 68     |

| チャート (2012年)                  | 最高位 |
| ---------------------------------- | ------ |
| フランス (SNEP)                    | 143    |
| アイルランド (IRMA)                | 30     |
| イギリス (Official Charts Company) | 49     |

| チャート (2013年)                  | 最高位 |
| ---------------------------------- | ------ |
| フランス (SNEP)                    | 159    |
| イギリス (Official Charts Company) | 48     |
| 全米 Billboard Hot 100             | 42     |

| チャート (2014年)                  | 最高位 |
| ---------------------------------- | ------ |
| フランス (SNEP)                    | 152    |
| スペイン (PROMUSICAE)              | 38     |
| イギリス (Official Charts Company) | 57     |
| 全米 Billboard Hot 100             | 35     |

| チャート (2015年)                  | 最高位 |
| ---------------------------------- | ------ |
| フランス (SNEP)                    | 145    |
| スペイン (PROMUSICAE)              | 48     |
| イギリス (Official Charts Company) | 61     |
| 全米 Billboard Hot 100             | 45     |

| チャート (2016年)                  | 最高位 |
| ---------------------------------- | ------ |
| フランス (SNEP)                    | 164    |
| イギリス (Official Charts Company) | 62     |

| チャート (2017年)                  | 最高位 |
| ---------------------------------- | ------ |
| フランス (SNEP)                    | 46     |
| スペイン (PROMUSICAE)              | 32     |
| イギリス (Official Charts Company) | 34     |

| チャート (2018年)                  | 最高位 |
| ---------------------------------- | ------ |
| カナダ (Canadian Hot 100)          | 25     |
| イギリス (Official Charts Company) | 63     |
| 全米 Billboard Hot 100             | 31     |

| チャート (2019年)      | 最高位 |
| ---------------------- | ------ |
| 全米 Billboard Hot 100 | 44     |

| チャート (2020年)                  | 最高位 |
| ---------------------------------- | ------ |
| イギリス (Official Charts Company) | 57     |
| 全米 Billboard Hot 100             | 48     |

| チャート (2021年)                         | 最高位 |
| ----------------------------------------- | ------ |
| カナダ (Canadian Hot 100)                 | 16     |
| Global 200 (Billboard)                    | 28     |
| UK シングルス (OCC)                       | 40     |
| UK R&B (OCC)                              | 3      |
| 全米 Billboard Hot 100                    | 19     |
| 全米 Billboard デジタル・ソング・セールス | 9      |

| チャート (2022年)                  | 最高位 |
| ---------------------------------- | ------ |
| カナダ (Canadian Hot 100)          | 25     |
| グローバル 200                     | 37     |
| イギリス (Official Charts Company) | 41     |
| 全米 Billboard Hot 100             | 26     |

| チャート (1984年)                  | 順位 |
| ---------------------------------- | ---- |
| オーストラリア (Kent Music Report) | 17   |
| ベルギー (Ultratop Flanders)       | 26   |
| 全米 Billboard Hot 100             | 78   |

| チャート (2009年)                  | 順位 |
| ---------------------------------- | ---- |
| スウェーデン (Sverigetopplistan)   | 88   |
| スイス (Schweizer Hitparade)       | 81   |
| イギリス (Official Charts Company) | 143  |

## 認定
| 国/地域                                                     | 認定             | 認定/売上数 |
| ----------------------------------------------------------- | ---------------- | ----------- |
| オーストラリア (ARIA)                                       | 6× Platinum      | 420,000     |
| デンマーク (IFPI Danmark)                                   | Platinum         | 90,000      |
| フランス (SNEP)                                             | Platinum         | 1,000,000*  |
| ドイツ (BVMI)                                               | Gold             | 250,000     |
| イタリア (FIMI)                                             | Platinum         | 30,000      |
| 日本 (RIAJ) 着うたフル                                      | Platinum         | 250,000*    |
| メキシコ (AMPROFON)                                         | 4× Platinum+Gold | 270,000     |
| スペイン (PROMUSICAE)                                       | 2× Platinum      | 100,000*    |
| イギリス (BPI) 2004年からのデジタル・セールス               | 2× Platinum      | 1,200,000   |
| イギリス (BPI) その他のリリース                             | Gold             | 500,000     |
| アメリカ合衆国 (RIAA)                                       | Diamond          | 10,000,000  |
| アメリカ合衆国 (RIAA) マスタートーン                        | Gold             | 500,000*    |
| * 認定のみに基づく売上数 · 認定のみに基づく売上数と再生回数 |                  |             |